# Biełogorsk
Biełogorsk (ros. Белогорск) – miasto w azjatyckiej części Rosji, w obwodzie amurskim, nad Tomem (dopływ Zei), 108 km od Błagowieszczeńska. Centrum administracyjne rejonu biełogorskiego Miasto założone w 1860 roku, a prawa miejskie nadano w 1926.
W mieście znajduje się stacja kolejowa Biełogorsk.

## Demografia
- 2005 – 67 400
- 2021 – 64 502[1]

## Historia
- 1860 – powstaje wieś Aleksandrowskoje, założona przez chłopów przesiedleńców[2]
- 1926 – prawa miejskie wraz ze zmianą nazwy na Aleksandrowsk nad Tomem (w jego skład wchodzi wieś Aleksandrowskoje i znajdująca się nieopodal stacja kolejowa na Magistrali Transsyberyjskiej – Boczkariowo[2]
- 1931 – zmiana nazwy na Krasnopartizansk[2]
- 1935 – zmiana nazwy na Kujbyszewka Wostocznaja[2]
- 1957 – miasto otrzymuje współczesną nazwę – Biełogorsk[2]

## Urodzeni w mieście
- Siergiej Czuchraj (ur. 1955) – radziecki kajakarz.
- Swietłana Kluka (ur. 1978) – rosyjska lekkoatletka, specjalizująca się w biegu na 800 metrów.